# یواس‌اس پی‌سی-۵۵۸
یواس‌اس پی‌سی-۵۵۸ (به انگلیسی: USS PC-558) یک زیردریایی بود که طول آن ۱۷۳ فوت ۸ اینچ (۵۲٫۹۳ متر) بود. این زیردریایی در سال ۱۹۴۲ ساخته شد.